# Horst Wolter
Horst Wolter (ur. 8 czerwca 1942 w Berlinie), niemiecki piłkarz, bramkarz. Brązowy medalista MŚ 1970.
W Bundeslidze występował w barwach Eintrachtu Brunszwik (1963–1972) i berlińskiej Herthy (1972–1977), łącznie rozgrywając 243 mecze. Z Eintrachtem w 1967 został mistrzem RFN.
W reprezentacji RFN debiutował 22 lutego 1967 w meczu z Marokiem. Do 1970 rozegrał w kadrze 13 spotkań. Podczas MŚ 70 wystąpił w jednym meczu – w spotkaniu o brązowy medal (z Urugwajem) zastąpił w bramce Seppa Maiera. Był to jego ostatni reprezentacyjny występ.